# Francis Camerini
Francis Camerini (* 25. ledna 1948, Marseille) je bývalý francouzský fotbalista, obránce. 

## Fotbalová kariéra
Hrál za AS Saint-Étienne, Bataillon de Joinville a OGC Nice. Ve francouzské lize nastoupil ve 193 ligových utkáních a s týmem AS Saint-Étienne získal čtyři mistrovské tituly a dvě vítězství v poháru. V Poháru mistrů evropských zemí nastoupil v 7 utkáních a v Poháru UEFA nastoupil ve 2 utkáních. Za reprezentaci Francie nastoupil v roce 1971 ve 2 utkáních. 

## Ligová bilance
| Ročník            | Zápasy | Góly | Klub                   |
| ----------------- | ------ | ---- | ---------------------- |
| Ligue 1 1965/1966 | 4      | 0    | AS Saint-Étienne       |
| Ligue 1 1966/1967 | 5      | 0    | AS Saint-Étienne       |
| Ligue 2 1967/1968 | 15     | 0    | Bataillon de Joinville |
| Ligue 1 1967/1968 | 8      | 0    | AS Saint-Étienne       |
| Ligue 1 1968/1969 | 23     | 0    | AS Saint-Étienne       |
| Ligue 1 1969/1970 | 22     | 0    | AS Saint-Étienne       |
| Ligue 1 1970/1971 | 36     | 0    | AS Saint-Étienne       |
| Ligue 1 1971/1972 | 23     | 0    | OGC Nice               |
| Ligue 1 1972/1973 | 36     | 0    | OGC Nice               |
| Ligue 1 1973/1974 | 21     | 0    | OGC Nice               |
| Ligue 1 1974/1975 | 15     | 0    | OGC Nice               |
| CELKEM Ligue 1    | 193    | 0    |                        |